# Hottentotta asimii
Espèce
Synonymes
- Buthotus asimii Amir, Kamaluddin & Khan, 2004

Hottentotta asimii est une espèce de scorpions de la famille des Buthidae.

## Distribution
Cette espèce est endémique du Pakistan.

## Étymologie
Cette espèce est nommée en l'honneur d'Asim Iftikhar.

## Publication originale
- Amir, Kamaluddin & Khan, 2004 : « A new species of the genus Buthotus Vachon (Arachnida:Scorpionida: Buthidae) from Pakistan with special reference to chromatography and electrophoresis of its venom. » International Journal of Biology and Biotechnology, vol. 1, no 4, p. 481-487.